# هاياتو ميدزكي
هاياتو ميدزكي (باليابانية: 水木 勇人) (1 نوفمبر 1984 في كاناغاوا في اليابان – )؛ هو لاعب كرة قدم كان يلعب كمدافع.